# Roy Mason
Roy Mason, baron Mason of Barnsley (ur. 18 kwietnia 1924 w Royston, zm. 20 kwietnia 2015) – brytyjski polityk, członek Partii Pracy, minister w rządach Harolda Wilsona i Jamesa Callaghana.
Wychowywał się w Barnsley w południowym Yorkshire. W wieku 14 lat rozpoczął pracę w kopalni. Pracował tam do 1953, kiedy to dostał się do Izby Gmin po wygraniu wyborów uzupełniających w okręgu Barnsley. W latach 1960–1964 był mówcą Opozycji na tematy związane z polityką wewnętrzną, obronnością oraz polityką urzędów pocztowych. Po wygranej laburzystów w 1964 został ministrem stanu przy Zarządzie Handlu. W latach 1967–1968 był młodszym ministrem w departamencie obrony odpowiedzialnym za zaopatrzenie armii. W 1968 został poczmistrzem generalnym.
W 1968 został członkiem gabinetu jako minister mocy. W 1969 został przewodniczącym Zarządu Handlu. Na tym stanowisku pozostał do wyborczej porażki Partii Pracy w 1970. Po powrocie laburzystów do władzy w 1974 został ministrem obrony. Na tym stanowisku odpowiadał za wprowadzenie oddziałów SAS do północnoirlandzkiego hrabstwa South Armagh. W 1976 został ministrem ds. Irlandii Północnej.
Stojąc na czele Northern Ireland Office musiał zmierzyć się z narastającą falą ataków terrorystycznych ze strony IRA. Mimo umieszczenia w prowincji dodatkowych oddziałów wojska w ciągu całego 1976 w Irlandii Północnej zginęło 296 ludzi. W kolejnych latach liczba ofiar śmiertelnych konfliktu zmalała do 112 w 1977, 81 w 1978 i 113 w 1979. Mason zrezygnował z militarnego i politycznego rozwiązania konfliktu. Wprowadził zasadę sprawiedliwość dla wszystkich: równość wobec prawa oraz traktowanie republikańskiego terroryzmu wyłącznie jako zagrożenie dla bezpieczeństwa.
Po wyborczej porażce laburzystów w 1979 stał się obiektem nacisku ze strony lewego skrzydła Partii Pracy w swoim okręgu wyborczym. Po rozłamie partii w 1981 nie przeszedł do Partii Socjaldemokratycznej, założonej przez przedstawicieli prawego skrzydła partii. Po likwidacji jego okręgu wyborczego w 1983 Mason wystartował w wyborach w okręgu Barnsley Central. W Izbie Gmin zasiadał jeszcze przez jedną kadencję. W 1987 otrzymał dożywotni tytuł parowski barona Mason of Barnsley i zasiadł w Izbie Lordów.